# Mikosevics Kanut
Mikosevics Kanut Emil (Baja, Bács-Bodrog vármegye, 1860. november 29.– Budapest, 1916. március 4.) jogász,  ügyvéd, Bács-Bodrog vármegye főügyésze, országgyűlési képviselője, szegedi királyi közjegyző.

## Élete
A Mikosevics család sarja. Apja Mikosevics Alajos (1814–1884), szentistváni jegyző, Pest megye bizottsági tag, anyja Aczkovics Katalin (1829–1896) volt. Nagybátyja, Mikosevics József (1804–1876), Arad felső-kerületi esperes, püspök szent-széki ülnök és kevermesi plébános volt. Testvérei Mikosevics József, Mikosevics Antal és Solymos Béláné Mikosevics Etelka (1856–1934) voltak.
Középiskolai tanulmányait szülővárosában Baján végezte el, majd a budapesti egyetemen jogot tanult. Az ügyvédi oklevele megszerzése után, 1884–ben Bács-Bodrog vármegye szolgálatába lépett. 1889-ben a zsabylai járás szolgabirája lett, majd 1893-ban a vármegye első aljegyzőjévé, és később 1895-ben a zentai járás főszolgabirájává választották meg. 1903-ban lett a vármegye tiszti főügyésze és a zombor-óbecsei vasutak felügyelő-bizottságának a tagja. Az 1910-i országgyűlési választásokon a nemzeti munkapárti programmal választották meg. A képviselőház kivándorlási és mentelmi bizottságának a tagja is volt.
Budapesten, 1916. március 4.-én hunyt el 56 évesen.

## Házasságai és gyermekei
1887. szeptember 7.-én vette el a Szent István Király plébánián Baján, a polgári származású Hamberger Alojzia (Baja, 1856. március 2.–†?) kisasszonyt, akinek a Hamberger Antal, szentistváni tanító, és Dill Klára voltak. Mikosevics Kanut és Hamberger Alojzia frigyéből született:
- Dr. Mikosevics Viktor Antal Alajos (Baja, 1888. október 7.–?), járásbíró, jogász. Neje: Lázár Ilona (Hódmezővásárhely, 1900. március 14.).[8]
- Mikosevics Adrienne Katalin Klára (Zsablya, 1891. július 16.–Budapest, 1969. július 11.).[9][10][11] Férje: polonkai Hreblay Lajos Jenő (Breznóbánya, 1892. november 18.–†Budapest, 1945. március 13.), gimnáziumi tanár, igazgató.[12][13]

A második neje Kelemen Irén (Ada, 1864. szeptember 21.–Budapest, 1930. június 3.) volt, Kelemen János és Nagy Terézia lánya, aki nem áldotta meg gyermekekkel Mikosevics Kanutot.